# Fernandocrambus magnifica
Fernandocrambus magnifica là một loài bướm đêm trong họ Crambidae.